# Antonín Maria Šírek z Rejty
Antonín Maria Šírek z Rejty (též Antonius/Anton Maria Schyrlaeus/Schyrl/Schyrle de Rheita, případně Anton Maria de Rheita, na titulu jeho knihy Antonio Maria Schyrleo de Rheita; 1604–1660) byl rakouský astronom a optik. Vynalezl mimo jiné okulár, který umožňoval pozorovat vzpřímený obraz v Keplerově dalekohledu. Jeho práce z roku 1645 o binokulárních dalekohledech, které by přenášely obraz pro obě oči, vedly k dnešnímu triedru.

## Život
Existují dvě verze jeho původu. Podle jedné je českého původu, narodil se v roce 1597 a byl členem řádu Kapucínů v jihočeské Rejtě (dnes předměstí Trhových Svinů), proto "z Rejty". Po vypuknutí třicetileté války v roce 1618 řád opustil a usadil se v Belgii. 
Podle druhé, pravděpodobnější verze se narodil roku 1604 jako Johann Burchard Schyrle/Schierl/Schürle v Reutte v Rakousku. Od roku 1622 byl mnichem v augustiniánském klášteře v Indersdorfu (mezi Augsburgem a Freisingem). Od roku 1623 do roku 1627 studoval na univerzitě v Ingolstadtu, kde pravděpodobně navštěvoval kurzy astronomie a učil se brousit čočky. V roce 1627 vstoupil do kapucínského řádu, kde přijal řeholní jméno Antonius/Anton Maria Schyrlaeus/Schyrl/Schyrle de Rheita, nebo Anton Maria de Rheita. V roce 1636 v kapucínském klášteře v Linci vyučoval filozofii. Do roku 1641 žil v Pasově a v Rakousku. V roce 1643 psal z Kolína, roku 1644 byl v Augsburgu a 1645 v Antverpách.
V Linci působil ve službách kurfiřta Philippa Christopha von Söterna, arcibiskupa z Trevíru a Špýru, který byl držen v zajetí císaře Ferdinanda III. Arcibiskup ho vyslal vyjednávat s papežem Urbanem VIII. Císař však vnímal tuto diplomatickou činnost jako formu špionáže a v roce 1641 zakázal Šírkovi vstup do jeho zemí. Ve 40. letech 17. století byl profesorem filozofie v Trevíru. V roce 1642 byl v Kolíně nad Rýnem a prováděl astronomická pozorování a optická měření.[zdroj?]

## Dílo
V roce 1643 vyšlo jeho dílo Novem stellae circa Jovem visae, circa Saturnum sex, circa Martem nonnullae („Devět hvězd pozorováno kolem Jupitera, šest kolem Saturnu, několik kolem Marsu“).
V roce 1645 publikoval velmi vlivné dílo o optice a astronomii: Oculus Enoch et Eliae. V něm mimo jiné popsal jeden ze svých vynálezů: dvoučočkový okulár pro Keplerův dalekohled, který umožňoval pozorovat vzpřímený obraz pozorovaného objektu. Kromě toho obsahuje dlouhou pasáž o binokulárních dalekohledech. Tato kapitola v následujícím století významně ovlivnila další výrobce dalekohledů a optiky. Text o binokulárních dalekohledech není ilustrován, ale metody, které popisuje, se na mnoho let staly standardními konstrukčními technikami.[zdroj?]

## Astronomická pozorování
Schyrleus byl odpůrcem Koperníka. V předmluvě své knihy, která obsahuje věnování Ježíši Kristu a Ferdinandovi III., Schyrleus směle prohlásil, že poté, co dlouho meditoval o systémech Ptolemaia, Koperníka, Tychona Brahe a dalších astronomů, došel k přesvědčení, že všichni tito vědci měli pokročilé zbytečné teorie. Měsíce Jupitera zasvětil papeži Urbanovi VIII., nazval je Astres Urbanoctavianes. Napsal také, že Saturn má dva „společníky“ a že je planeta pravidelně zastiňuje. Usoudil, že mají své vlastní nezávislé dráhy a že osvětlují Saturn, který potřebuje světlo, protože je stokrát méně osvětlen Sluncem než Země. Popisoval, že v roce 1642 v Kolíně nad Rýnem viděl procházet před Sluncem tlupu (turma) padajících hvězd, které následovaly jedna za druhou po dobu čtrnácti dnů, a že záře Slunce tím byla značně oslabena.
Pokud jde o mimozemský život, Schyrleus napsal: "Pokud má Jupiter... obyvatele... musí být větší a krásnější než obyvatelé Země, v poměru k [velikosti] dvou sfér." Existenci joviánských bytostí se však pro jisté teologické potíže neodvážil potvrdit; Schyrleus například uvažoval, zda si bytosti na jiných planetách udržují svůj primitivní stav nevinnosti nebo zda jsou proklety prvotním hříchem jako lidé.

## Mapa Měsíce
Jednou z ilustrací v Oculus Enoch et Eliae je mapa Měsíce. Bylo to první zobrazení Měsíce pozorovaného invertujícím dalekohledem (na obrázku je proto Měsíc převrácený – s jižním pólem nahoře). Například kráter Tycho Schyrleus již v roce 1645 zobrazil se systém jasných paprsků. Jeho mapa se však standardnímu použití nedostala, protože byla nahrazena mapami, které jen o několik let později vytvořili Hevelius a jezuité Giovanni Battista Riccioli a Francesco Maria Grimaldi v letech 1650 až 1651. V roce 1647 vydal Schyrleus mapu Měsíce o průměru 19 cm.

## Uznání
Je mu připisováno, že zavedl termíny okulár a objektiv, jak se používají v optice. Je po něm pojmenován měsíční kráter Rheita a měsíční údolí Vallis Rheita, na jehož severozápadním konci se kráter nachází.